# Andrei Sergejewitsch Muchatschow
Andrei Sergejewitsch Muchatschow (russisch Андрей Сергеевич Мухачёв; * 21. Juli 1980 in Swerdlowsk, Russische SFSR) ist ein ehemaliger russischer Eishockeyspieler.

## Karriere
Andrei Muchatschow begann seine Karriere bei als Eishockeyspieler bei Dinamo-Energija Jekaterinburg, ehe er 1998 zum HK ZSKA Moskau wechselte. Für dessen Profimannschaft spielte er ab 1998 in der zweitklassigen Wysschaja Liga. Am Ende der Saison 2001/02 stieg er mit dem ZSKA in die Superliga auf. Während der Verteidiger für ZSKA spielte, wurde er im NHL Entry Draft 2003 in der siebten Runde als insgesamt 210. Spieler von den Nashville Predators ausgewählt, für die er allerdings nie spielte.
Nach vier Jahren in der Superliga für ZSKA wechselte er im Sommer 2006 zu deren Ligarivalen Witjas Tschechow, den er allerdings bereits nach einer Spielzeit wieder verließ. Daraufhin wurde der Linksschütze von Chimik Moskowskaja Oblast verpflichtet, mit dem er auch die Saison 2008/09 in der neugegründeten Kontinentalen Hockey-Liga begann, ehe er im Laufe der Spielzeit zu Ak Bars Kasan wechselte, mit denen er am Saisonende erstmals in seiner Laufbahn den Gagarin-Pokal gewann. Diesen Erfolg wiederholte er in der folgenden Spielzeit mit Kasan. Die Saison 2010/11 verbrachte er beim HK Awangard Omsk, ehe er zur folgenden Spielzeit innerhalb der KHL zu Amur Chabarowsk wechselte.

## Erfolge und Auszeichnungen
- 2002 Aufstieg in die Superliga mit dem HK ZSKA Moskau
- 2002 Beste Plus/Minus-Bilanz in den Wysschaja-Liga-Playoffs
- 2009 Gagarin-Pokal-Gewinn mit Ak Bars Kasan
- 2010 Gagarin-Pokal-Gewinn mit Ak Bars Kasan

## KHL-Statistik
(Stand: Ende der Saison 2010/11)